# Heartwork
Heartwork ist das vierte Studioalbum der britischen Extrem-Metal-Band Carcass. Es war das erste Album, das sich in den offiziellen Albumcharts ihres Heimatlandes platzieren konnte, wo es Platz 67 erreichte.

## Hintergründe
Die Musiker gingen bereits mit der Maßgabe an die Aufnahmen heran, dass das Album aufgrund des melodiebetonten Songwritings ihnen den endgültigen kommerziellen Durchbruch und möglicherweise einen Vertrag bei einem Majorlabel einbringen könnte. Tatsächlich liefen bereits Verhandlungen zwischen Earache Records und Columbia Records über einen Exklusivvertrag für Nordamerika, was die Gruppe als zusätzlichen Ansporn betrachtete. Im Mai 1993 ging Carcass in die renommierten Parr Street Studios in Liverpool, um bis Juni unter Leitung des Produzenten Colin Richardson das Album aufzunehmen. Bereits während der Aufnahmen kam es zu Spannungen innerhalb der Band, die den Gitarristen Michael Amott dazu bewogen, unmittelbar nach Ende des Studioaufenthalts Carcass zu verlassen. Das Album erschien im Oktober 1993 über Earache Records in Europa und im Januar 1994 über Columbia Records in Nordamerika. Die kommerziellen Erwartungen wurden nicht erfüllt, in Großbritannien erreichte das Album lediglich Platz 67 der Album-Charts, in den USA notierte es auf Platz 23 der Top Heatseekers, konnte aber die Billboard 200 nicht erreichen. Während die Band den Misserfolg auf mangelnde Unterstützung durch Earache Records zurückführte, machte Earache die Band dafür verantwortlich, denn diese habe durch die ungewöhnlich hohe Einnahmenbeteiligung von 50 % dem Label nicht genug finanzielle Mittel gelassen, um den kommerziellen Erfolg durch Veröffentlichung einer Single fördern zu können.

## Kritiken
Johnny Loftus von Allmusic nennt das Album mit seiner Mischung aus Melodie und der für Carcass typischen „Anti-Musik“ den Durchbruch der Grindcore-Pioniere. Das Webzine The Metal Observer bezeichnet das Album als großen Schritt in der musikalischen Entwicklung von Carcass, sowohl die abstoßenden Artworks als auch die „pathologischen Texte“ gehörten der Vergangenheit an. Der Rezensent sieht die Musik als „eine Art Death Metal“, aber zugleich melodiöser und eingängiger als die Vorgängeralben. Einzig die Produktion des Albums wird als „zu weich“ bezeichnet, was vermutlich dem kommerziellen Anspruch des Albums gerecht werden sollte. Für Sam Warren von Tartarean Desire ist Heartwork das absolute Meisterstück von Carcass, es habe im Death Metal Maßstäbe gesetzt, die kaum eine andere Band je erreichen könne. Er lobt die gelungene Kombination aus Songwriting, eingängigen Melodien, rauem Gesang und „messerscharfem Schlagzeugspiel“ und meint, dass jeder Metal-Fan dieses Album besitzen müsse.

## Titelliste
1. Buried Dreams – 3:59
2. Carnal Forge – 3:55
3. No Love Lost – 3:23
4. Heartwork – 4:33
5. Embodiment – 5:37
6. This Mortal Coil – 3:50
7. Arbeit Macht Fleisch – 4:22
8. Blind Bleeding the Blind – 4:56
9. Doctrinal Expletives – 3:39
10. Death Certificate – 3:36